# 哈里卡恩格羅夫 (阿肯色州)
哈里卡恩格羅夫（英語：Hurricane Grove）是位於美國阿肯色州蒙哥馬利縣的一個非建制地區。該地的面積和人口皆未知。

## 地理
哈里卡恩格羅夫的座標為34°32′08″N 93°34′40″W / 34.53556°N 93.57778°W，而該地的平均海拔高度為212米（即696英尺）。